# Cynoscion othonopterus
Cynoscion othonopterus (englisch Gulf weakfish) ist ein Umberfisch (Trommlerfisch). Er lebt ausschließlich im Golf von Kalifornien und wird auf der roten Liste gefährdeter Arten als bedroht geführt.

## Merkmale
Der Fisch weist auf seinem Rücken eine silbrig-blaugraue Färbung auf, die Schuppen sind mit kleinen dunklen Punkten übersät und die Flossenspitzen besitzen eine gelbliche Farbe. Es sind Exemplare von bis zu 70 cm Länge mit bis zu 2,4 kg Körpergewicht gefangen worden.

## Lebensraum und Verhalten
Cynoscion othonopterus lebt im Meer sowie im Brackwasser in subtropischen Breiten in Wassertiefen von der Oberfläche bis etwa 30 m Tiefe. Die Art lebt ausschließlich im nördlichen Golf von Kalifornien auf einem geschätzten Verbreitungsgebiet von 20.000 km², wobei die Jungtiere im Brackwasser der Flussmündung des Colorado River aufwachsen. Da jedoch wegen zunehmend hohen Wasserverbrauchs aus dem Fluss wenig Wasser in die Mündung gelangt, schrumpft der Lebensraum der Jungtiere zusehends. Cynoscion othonopterus ist dem Menschen gegenüber nicht gefährlich und als Sport- und Speisefisch beliebt. Durch Überfischung und das ohnehin kleine Verbreitungsgebiet ist der Fisch mittlerweile auf der Roten Liste als bedroht geführt. Untersuchungen von 1998 bis 2002 konnten einen Rückgang der durchschnittlichen Körpergröße von bis zu 10 cm feststellen, was als Indikator für Überfischung gewertet wird.
Neuere Untersuchungen von 2014 lassen auf ein außergewöhnliches Paarungsverhalten schließen: Forscher fanden heraus, dass Cynoscion othonopterus zum Anlocken potentieller Fortpflanzungspartner in der jährlich im April und Mai stattfindenden Paarungssaison ein enorm lautes Balzgeräusch erzeugt. Dabei wurden Schwärme von Fischen mit bis zu 1,5 Millionen Individuen dokumentiert, die sich über eine Länge von 27 km zu Paarungszwecken versammelt hatten. Die Geräusche konnten mittels Unterwassermikrofonen aufgenommen werden und erreichten Lautstärken von 150 Dezibel mit Spitzen bis zu 177 Dezibel, das lauteste von Fischen erzeugte Geräusch. Die Unterwassergeräusche können dabei am Rumpf von Fischerbooten Resonanzen erzeugen und somit auch über Wasser deutlich zu hören sein, was es Fischern ermöglicht, die Schwärme leicht aufzuspüren. Die Forscher schlossen daraus, dass die Lautstärke der Paarungsrufe sogar groß genug sein könnte, um das Gehör anderer Meeresbewohner nachhaltig schädigen zu können.